# Сан-Мігель-дель-Сінка
Сан-Мігель-дель-Сінка (ісп. San Miguel del Cinca) — муніципалітет в Іспанії, у складі автономної спільноти Арагон, у провінції Уеска. Населення — 853 особи (2009).
Муніципалітет розташований на відстані близько 360 км на північний схід від Мадрида, 55 км на південний схід від Уески.
На території муніципалітету розташовані такі населені пункти: (дані про населення за 2009 рік)
- Естіче-де-Сінка: 130 осіб
- Помар-де-Сінка: 463 особи
- Санталесіна: 255 осіб

## Демографія
Динаміка населення (INE ):